# Sherman White (giocatore di football americano)
Sherman Eugene White (Manchester, 6 ottobre 1948) è un ex giocatore di football americano statunitense che ha giocato nel ruolo di defensive end nella National Football League (NFL). Al college ha giocato a football coi California Golden Bears.

## Carriera
Dopo una carriera da All-American all'Università della California, White fu scelto dai Cincinnati Bengals come secondo assoluto nel Draft NFL 1972. Con essi giocò per quattro stagioni e 52 partite, prima di trasferirsi ai Buffalo Bills con cui passò il resto della carriera, terminata con 158 presenze da professionista. Si ritirò dopo la stagione 1983.

## Statistiche
| Partite    | 158 |
| Intercetti | 2   |
| Sack       | 7,0 |